# 青森県道228号高山稲荷神社線
青森県道228号高山稲荷神社線（あおもりけんどう228ごう たかやまいなりじんじゃせん）は、青森県つがる市を通る一般県道である。

## 概要
つがる市牛潟町鷲野沢の高山稲荷神社から東に進み、屏風山広域農道と交差して、つがる市牛潟町潟上の青森県道12号鰺ケ沢蟹田線交点に至る。

### 路線データ
- 起点：つがる市牛潟町（高山稲荷神社）[1]
- 終点：鰺ケ沢蟹田線交点（つがる市牛潟町）[1]

## 歴史
- 1961年（昭和36年）2月10日 - 県道に認定される[1]。

## 地理

### 交差する道路
- 屏風山広域農道

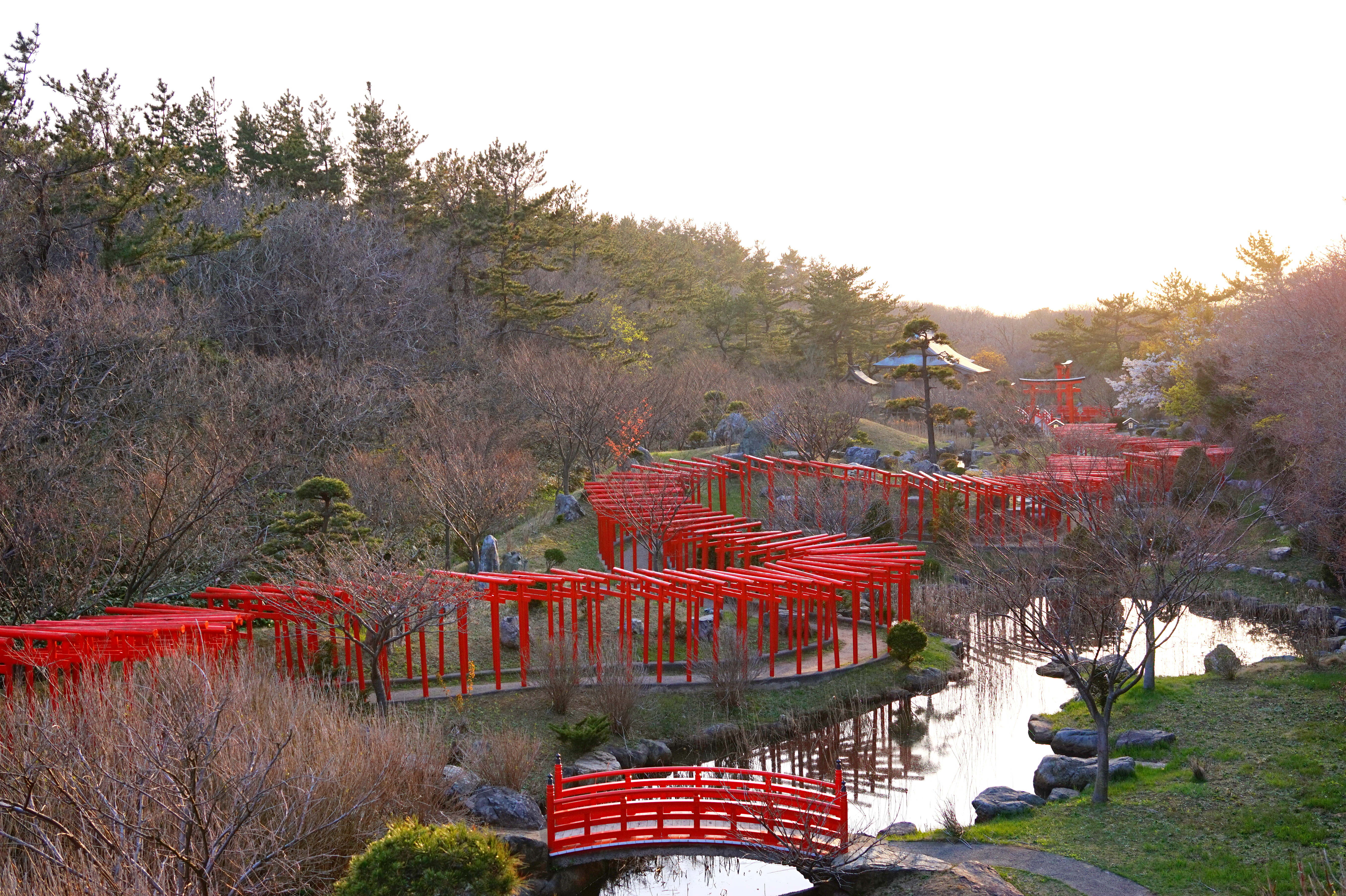

- 青森県道12号鰺ケ沢蟹田線（つがる市牛潟町、終点）

### 沿線の施設など
- 高山稲荷神社
  - チェスポロー号記念公園 - チェスボロー号遭難慰霊碑
- 湿地植物群落
- 大鳥居
- 牛潟沼